# مارتین راموس
مارتین راموس (انگلیسی: Martín Ramos؛ زادهٔ ۲۶ اوت ۱۹۹۱) بازیکن والیبال اهل آرژانتین و عضو تیم ملی والیبال آرژانتین است.